# Каменная креветка
Каменная креветка или палемон элегантный (лат. Palaemon elegans) — вид креветок рода Palaemon, семейства Palaemonidae.
Креветка каменная населяет неглубокие, прибрежные морские воды, также встречается в солоноватых водах не ниже 1 ‰ солёности, на любых типах почвы, но при наличии водной растительности.

## Ареал

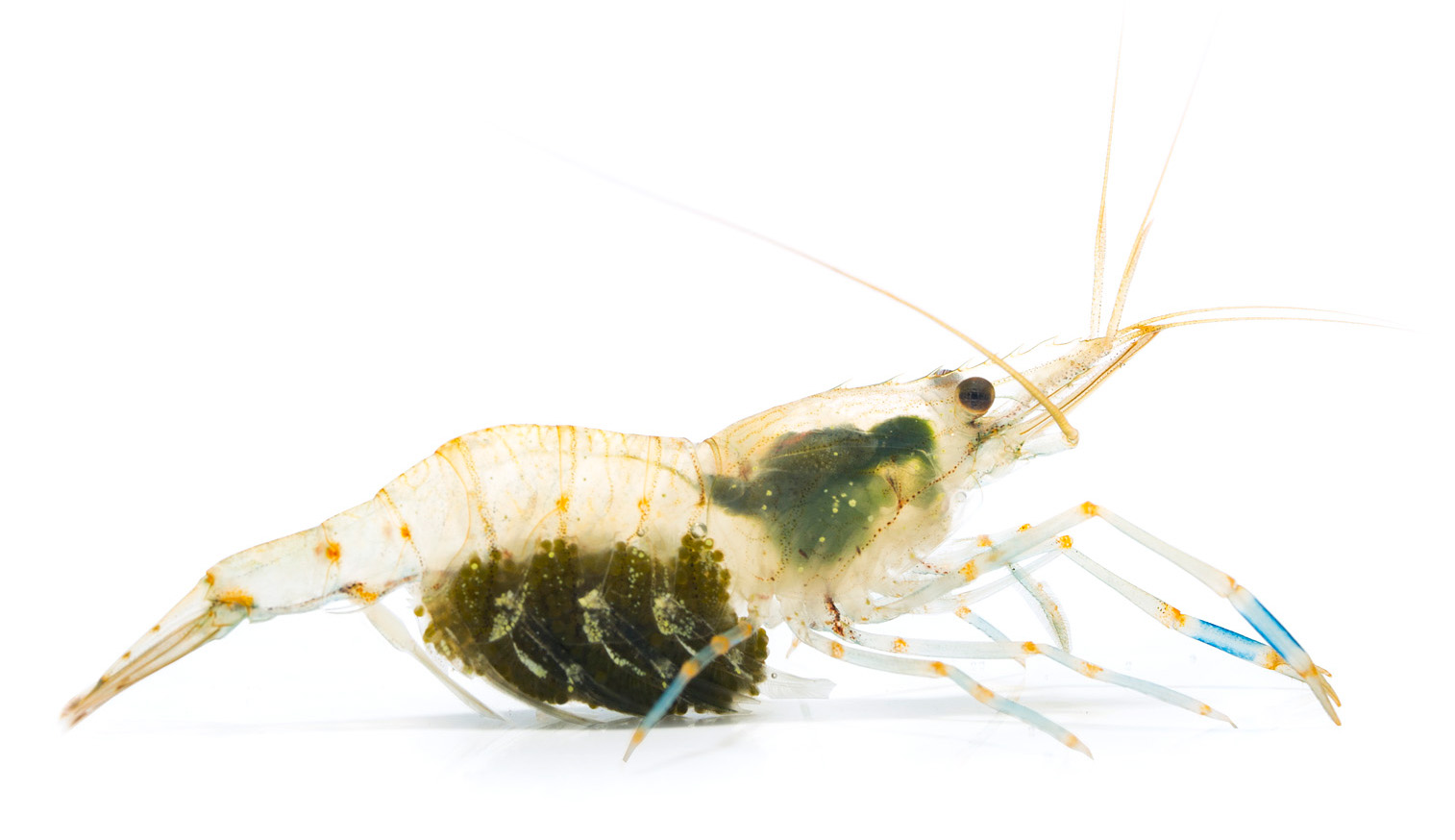
Самка креветки с яйцами, побережье Эстонии

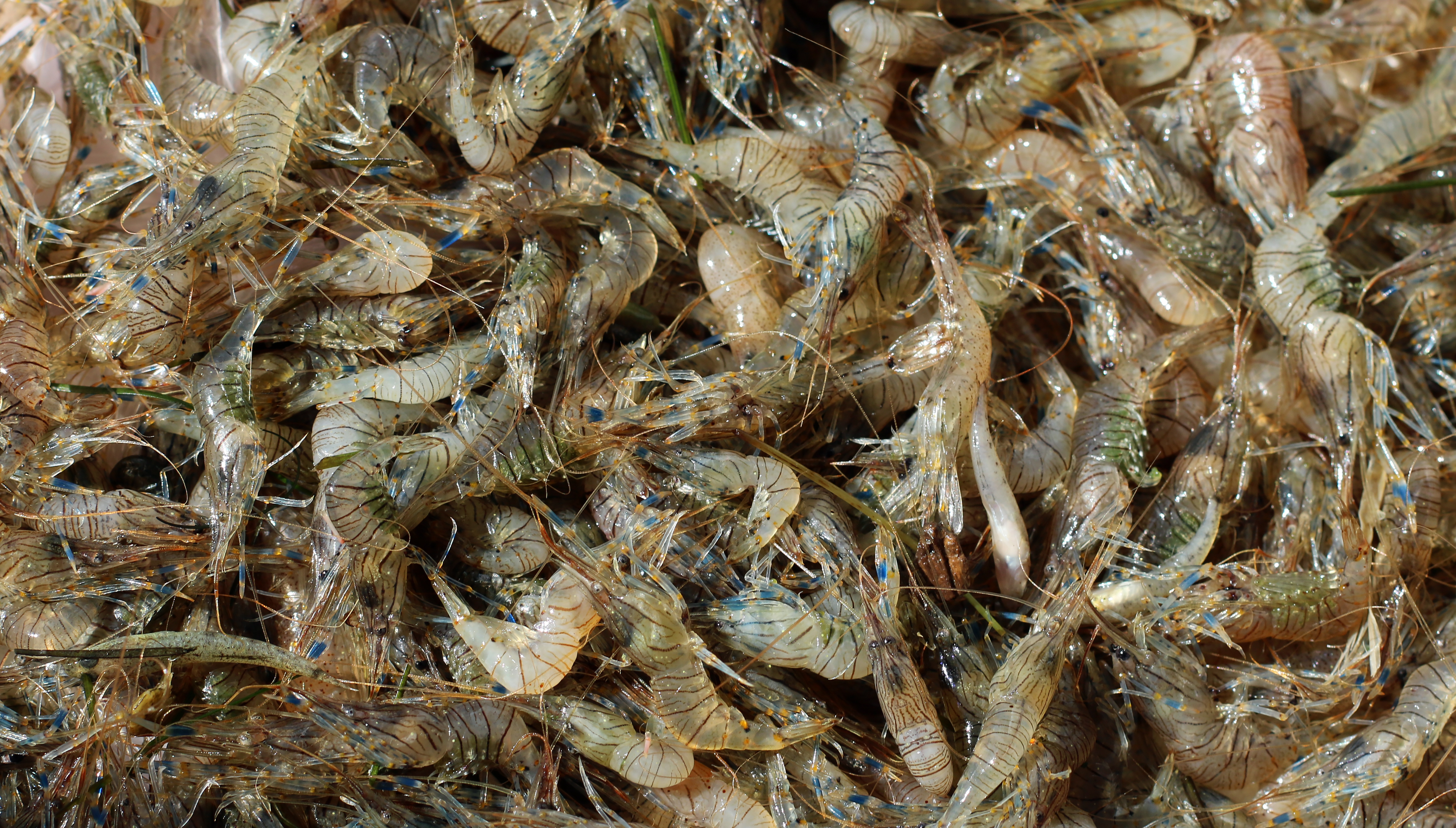
Живые креветки на рыбном рынке в Одессе

Первичный ареал охватывает атлантическое побережье Африки, к югу до мыса Доброй Надежды, и Европы к северу в Норвегию, включая также Средиземное и Чёрное моря. В 1950-х годах вид искусственно интродуцирован в солёные озера: Каспийское море и Аральское море. В конце XX века вид был отмечен в западной части Балтийского моря, после чего начала заселять прибрежные мели и лагуны к востоку, отмечена даже в Калининградском заливе.
Широко употребляется в пищу.